# Young Fantasies
Young Fantasies — серия американских порнографических фильмов студии Vixen, снятые в жанре гламкор-порнографии (англ. glamcore pornography, также гламурная порнография).

## Описание
Каждый фильм Young Fantasies представляет собой сборник из четырёх сюжетно несвязанных между собой сцен, которые были первоначально выпущены на официальном сайте студии. В состав фильмов включаются сцены традиционного секса между парой актёр-актриса, а также ЖМЖ- и МЖМ-триолизма.

## Отзывы и награды
Джон Бой из XCritic настоятельно рекомендовал первый фильм серии, в заключение похвалив сцену с Джиллиан Джансон и общую постановку. Микки Фостер из XBIZ также высоко оценил первый фильм, сказав в заключение: «Да, Young Fantasies — это ещё один шведский стол с опьяняющими суперкрасотками от режиссёра Лански, который нельзя пропустить». Рецензент и интервьювер Капитан Джек с сайта Adult DVD Talk поставил фильму четыре с половиной звезды из пяти, высоко оценив сюжет и актёрскую игру. В обзоре второго фильма Наоми Лерой из AVN отметила высокое качество видео, некоторую изобретательность в историях, сцены с Кейди Меркьюри и Софи Райан, но критически отозвалась об одной из сцен за несколько большую фантазийность и поставила три с половиной звезды из пяти. Критик Роджер Т. Пайп в рецензии на Young Fantasies 4 отметил хорошие съёмки, сексуальную энергию и назвал сцену с Джейд Куш своей любимой в фильме.
В январе 2018 года Young Fantasies 2 был награждён премией AVN Awards в категории «Лучший инженю-фильм». В январе 2021 года пятый фильм серии был удостоен премии AVN в двух категориях, в которых был номинирован: «Лучший инженю-фильм или антология» и «Лучшая сцена группового секса в иностранном фильме». В конце января 2024 года серия была отмечена премией AVN в категории «Лучший инженю-сериал или канал».

## Список фильмов
| Год  | Фильм             | Актёрский состав |
| ---- | ----------------- | --- |
| 2017 | Young Fantasies   | Джиллиан Джансон, Кимберли Мосс, Кирстен Ли, Наоми Вудс, Кристиан Клэй, Ксандер Корвус, Сет Гэмбл и Флэш Браун                       |
| 2017 | Young Fantasies 2 | Кейди Меркьюри, Софи Райан, Ума Джоли, Эвелин Клэр, Жан Валь Жан, Кристиан Клэй и Ксандер Корвус                                     |
| 2018 | Young Fantasies 3 | Джей Саммерс, Кенна Джеймс, Хлоя Скотт, Чарити Кроуфорд, Жан Валь Жан, Ксандер Корвус и Мик Блу                                      |
| 2019 | Young Fantasies 4 | Джейд Куш, Джианна Диор, Лина Андерсон, Эдди Эндрюс, Алекс Джонс, Ван Уайлд, Джонни Синс и Мик Блу                                   |
| 2020 | Young Fantasies 5 | Лекси Фукс, Миа Мелано, Наоми Суонн, Ния Наччи, Талия Минт, Хани Голд, Альберто Бланко, Деррик Пирс, Джонни Синс и Мик Блу           |
| 2020 | Young Fantasies 6 | Кенна Джеймс, Лия Сильвер, Миа Сплит, Хлоя Капри, Элли Айлиш, Альберто Бланко, Джастин Хант, Кристиан Клэй, Марчелло Браво и Мик Блу |
| 2021 | Young Fantasies 7 | Блейк Блоссом, Джиа Лисса, Лена Рейф, Наоми Суонн, Нэнси Эйс, Элиза Ибарра, Кристиан Клэй, Майкл Стефано, Мартин Стайн и Мик Блу     |
| 2022 | Young Fantasies 8 | Кайли Рокет, Лина Лукса, Мина Лакс, Рейна Рэй, Эмбер Мур, Алекс Джонс, Куинтон Джеймс и Мик Блу                                      |
| 2023 | Young Fantasies 9 | Ванесса Алессия, Лиз Джордан, Эвелин Эль, Эль Ли, Альберто Бланко, Винс Картер, Максимо Гарсия и Оливер Флинн                        |

## Награды и номинации
| Год  | Награда    | Результат | Категория                                                                                      | Фильм                                         |
| ---- | ---------- | --------- | ---------------------------------------------------------------------------------------------- | --------------------------------------------- |
| 2018 | AVN Award  | Победа    | Лучший инженю-фильм                                                                            | Young Fantasies 2                             |
| 2018 | XBIZ Award | Номинация | Лучшая сцена секса — виньетка (Ума Джоли и Кристиан Клэй)                                      | Young Fantasies 2                             |
| 2018 | XBIZ Award | Номинация | Сериал-виньетка года                                                                           | Young Fantasies                               |
| 2021 | AVN Award  | Победа    | Лучшая сцена группового секса в иностранном фильме (Наоми Суонн, Талия Минт и Альберто Бланко) | Young Fantasies 5 (за сцену Our Secret Place) |
| 2021 | AVN Award  | Победа    | Лучший инженю-фильм или антология                                                              | Young Fantasies 5                             |
| 2023 | XRCO Award | Номинация | Лучший гонзо-фильм                                                                             | Young Fantasies 8                             |
| 2024 | AVN Award  | Победа    | Лучший инженю-сериал или канал                                                                 | Young Fantasies                               |
| 2025 | AVN Award  | Победа    | Лучший инженю-сериал или линейка в произвольном формате                                        | Young Fantasies                               |